# دانييل بيريز
دانييل بيريز (بالإسبانية: Daniel Pérez Moreno)‏ (17 يوليو 1981 غواردما ديل سيجورا إسبانيا - ) هو لاعب كرة قدم إسباني يلعب كلاعب وسط.

## روابط خارجية
- دانييل بيريز على موقع Soccerway.com (الإنجليزية)